# Kristin Minter
Kristin Minter (Miami, 22 novembre 1965) è un'attrice statunitense.

## Carriera
Ha preso parte a numerose serie televisive, in particolare in E.R. - Medici in prima linea nel ruolo di Randi Fronczak per 72 episodi dal 1995 al 2003. Fra le altre serie televisive a cui ha partecipato: Crossing Jordan (2005), Dirt (2007), Highlander (1995-1996), Providence (2001) e Nip/Tuck (2009).
Il suo primo ruolo importante risale al 1990 nella serie televisiva Brillantina; nello stesso anno arriva sul grande schermo nel film Mamma, ho perso l'aereo nel ruolo di Heather McCallister. Nel 2004 ha prestato la sua voce al videogioco Halo 2.

## Filmografia parziale

### Attrice

#### Cinema
- Mamma, ho perso l'aereo (Home Alone), regia di Chris Columbus (1990)
- Cool as Ice, regia di David Kellogg (1991)
- I ribelli (There Goes My Baby), regia di Floyd Mutrux (1994)
- E se... fosse andata diversamente? (What If...), regia di Dallas Jenkins (2010)

#### Televisione
- Brillantina (The Outsiders) – serie TV, 4 episodi (1990)
- Highlander – serie TV (1995-1996)
- Providence – serie TV, 1 episodio (2001)
- E.R. - Medici in prima linea (ER) – serie TV (1995-2003)
- NYPD - New York Police Department (NYPD Blue) – serie TV, episodio 9x03 (2002)
- Crossing Jordan – serie TV, 1 episodio (2005)
- CSI: Scena del crimine (CSI: Crime Scene Investigation) – serie TV, episodio 7x09 (2006)
- Dirt – serie TV, 1 episodio (2007)
- Nip/Tuck – serie TV, 1 episodio (2009)

### Doppiatrice
- Halo 2 - videogioco (2004)

## Doppiatrici italiane
Nelle versioni in italiano delle opere in cui ha recitato, Kristin Minter è stata doppiata da:
- Francesca Bregni in Mamma, ho perso l'aereo[1]
- Claudia Balboni in E.R. - Medici in prima linea (st. 2-7)[2]
- Elena Morara in CSI - Scena del crimine[3]
- Laura Boccanera in The Mentalist[4]